# Китайский настоящий бюльбюль
Китайский настоящий бюльбюль (лат. Pycnonotus sinensis) — вид воробьиных птиц из семейства бюльбюлевых (Pycnonotidae).

## Описание
Отличительная характеристика — большая белая «повязка» по бокам и сзади чёрной головы. Пение — яркое и изменчивое «ча-ко-ли… ча-ко-ли…». У китайского настоящего бюльбюля пространство от глаз до задней части головы белое. Птенцы китайского настоящего бюльбюля всегда поют. Они могут лишь прыгать по веткам деревьев и не опасаются людей.

## Распространение и среда обитания
В Гонконге китайские настоящие бюльбюли во множестве обитают в слаболесистых районах, сельскохозяйственных угодьях и кустарниковых степях, в то время как краснощёкий настоящий бюльбюль чаще встречается в пригородах и городских парках.
На Тайване, однако, китайский настоящий бюльбюль преобладает во всех вышеперечисленных ландшафтах, сменясь, впрочем, тайваньским настоящим бюльбюлем вдоль восточного побережья острова. В Китае бюльбюлей часто наблюдают в Шанхае, там они, вероятно, на третьем месте по распространённости после воробьёв и горлиц. Китайский настоящий бюльбюль распространён на территории Китая. Некоторые бюльбюли также живут в городах, где они обитают на деревьях. Горожане часто наблюдают этих птиц пролетающими мимо окон.

## Таксономия и классификация
Китайский настоящий бюльбюль был первоначально описан в составе рода настоящих мухоловок.

### Подвиды
Выделяются четыре подвида с ареалами:
- Pycnonotus sinensis sinensis (Gmelin, 1789) — Обнаружен в центральном и восточном Китае.
- Pycnonotus sinensis hainanus (Swinhoe, 1870) — Изначально описан как отдельный вид в составе рода Ixos. Обнаружен в юго-восточном Китае и северном Вьетнаме.
- Pycnonotus sinensis formosae Hartert, 1910 — Тайваньский белоголовый бюльбюль, ранее выделялся в отдельный вид. Обнаружен на острове Тайвань. Не следует путать с тайваньским настоящим бюльбюлем.
- Pycnonotus sinensis orii Kuroda, 1923 — Найден на островах Йонагуни и Исигаки (юг Островов Рюкю).